# Alzon
Alzon är en kommun i departementet Gard i regionen Occitanien i södra Frankrike. Kommunen ligger i kantonen Alzon som tillhör arrondissementet Vigan. År 2022 hade Alzon 184 invånare.

## Befolkningsutveckling
Antalet invånare i kommunen Alzon
Referens:INSEE